# 지방도 제607호선
지방도 제607호선은 충청남도 서천군 비인면과 보령시 신흑동을 잇는 충청남도의 지방도이다.
그리고 이 지방도의 북쪽에는 국도 제36호선이, 남쪽에는 국도 제21호선이 분기하며, 중간에 지방도 제606호선과도 분기된다.
이 지방도를 통해 인근에 있는 대천해수욕장, 무창포해수욕장, 춘장대해수욕장 등을 갈 수 있다.

## 연혁
- 2003년 2월 20일 : 지방도 노선 폐지 및 재지정[1]
- 2012년 7월 1일 : 지방도 노선 조정[2]

## 주요 경유지
- 서천군
  - 비인면 성내사거리 - 칠지리
  - 서면 주항리 - 신합리 - 서면 행정복지센터 - (도둔1리) - 도둔리 - 부사교 - 부사방조제

- 보령시
  - 웅천읍 부사방조제 - 장안해수욕장 - 소황리 - 황교리 - 무성골삼거리 - 이청삼거리 - 독산사거리 - 죽청리 - 기현삼거리 - 관당초등학교 - 진등삼거리 - 관당리
  - 남포면 월전리 - 월계삼거리 - 남포방조제
  - 대천동 갓배 교차로 - (욕장주유소) - 흑포삼거리

## 중복 구간
- 보령시 웅천읍 기현삼거리 ~ 진등삼거리 : 지방도 제606호선과 중복

## 도로명
- 서천군 비인면 성내사거리 ~ 서면 (도둔1리) : 서인로
- 서천군 서면 (도둔1리) ~ 보령시 웅천읍 이청삼거리 : 부사로
- 보령시 웅천읍 이청삼거리 ~ 독산사거리 : 독산로
- 보령시 웅천읍 독산사거리 ~ 기현삼거리 : 죽청로
- 보령시 웅천읍 기현삼거리 ~ 진등삼거리 : 무창포로
- 보령시 웅천읍 진등삼거리 ~ 대천동 (욕장주유소) : 남포방조제로
- 보령시 대천동 (욕장주유소) ~ 흑포삼거리 : 대해로